# Sonido 13

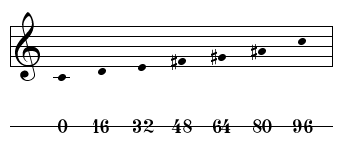
Representación de los tonos en una octava y su equivalencia en el sistema conocido como Sonido 13.

Sonido 13 es un nombre simbólico dado por el compositor y teórico mexicano Julián Carrillo (1875-1965) al método de empleo de microtonos de su propia invención. Los microtonos son las unidades de una escala musical no tradicional, cuya magnitud es menor al semitono, por ejemplo, el que suena entre un do y un do sostenido, o un si y un si bemol.
La primera composición de Carrillo en demostración de sus teorías fue Preludio a Colón (1922).

## Desarrollo
En un texto publicado por Carrillo en la revista Marcha, poco después de su muerte, el teórico potosino publicó lo siguiente:

El sonido 13, en el sentido literal de la palabra, fue el primero que rompió el ciclo clásico de los doce sonidos existentes, a la distancia de un dieciseisavo de tono (que fueron los intervalos logrados por mí en mi experimento entre las notas sol y la de la cuarta cuerda del violín), y cuya constante matemática es 1,0072; pero ahora, sonido 13 es un nombre que abarca el total de mi revolución, que ha conquistado en su desarrollo una multiplicidad de intervalos musicales jamás soñados; que ha inventado y construido nuevos instrumentos que han sido tocados en conciertos en los centros más linajudos, tanto en Europa como en América, y que, además ha planteado una reforma total de las teorías clásicas tanto de música como de física musical; que ha escrito los libros técnicos para su desarrollo, inventando un nuevo sistema de escritura.
Julián Carrillo

La primera vez que Carrillo emprendió una investigación sobre el fenómeno microtonal fue en 1895, cuando intentó comprobar las teorías que eran impartidas en el Conservatorio Nacional de Música de México por el profesor de acústica Francisco Ortega y Fonseca.
El enorme mérito técnico e intelectual de Carrillo en el desarrollo del sonido 13, fue haber creado una familia de pianos, arpas y otros instrumentos, capaces de hacer sonar intervalos equivalentes a cuartos, quintos, sextos, séptimos... hasta dieciseisavos de tono. Asimismo, Carrillo escribió numerosos métodos y textos de divulgación con su teoría, lo mismo que compuso abundante música bajo estos preceptos.
Actualmente obras compuestas a partir de los postulados del sonido 13, de compositores posteriores a Julián Carrillo, siguen interpretándose en teatros y salas de concierto de España, Alemania, Bélgica, Francia, México, los Países Bajos y Suiza, entre otros países.